# La Tour inachevée

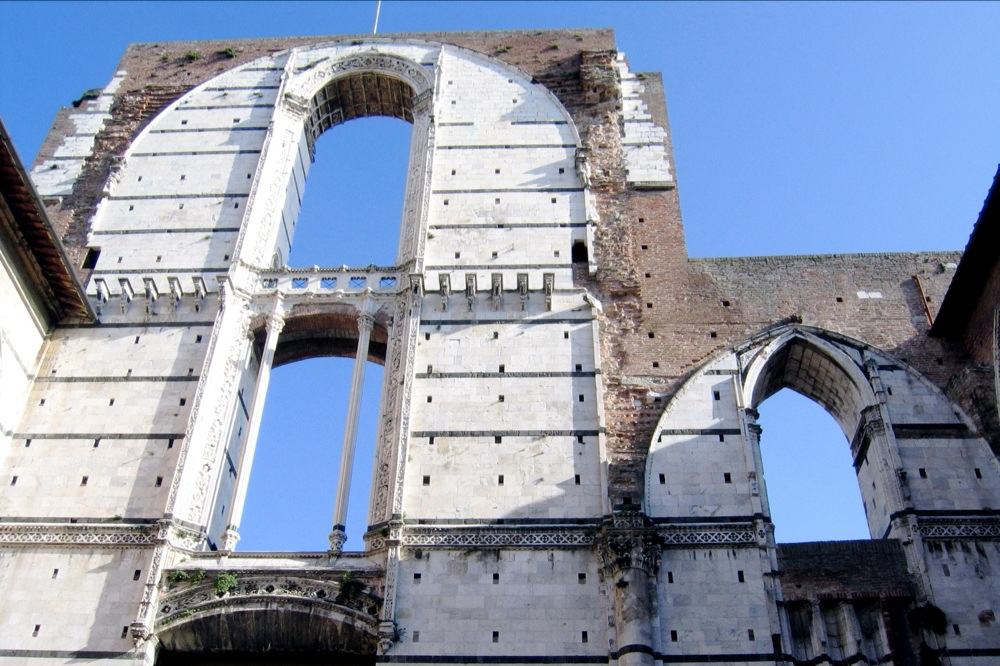
L'agrandissement de la façade de la cathédrale de Sienne (Italie) a été abandonné en 1348.

La Tour inachevée est une parabole écrite dans l'Évangile selon Luc. Elle aborde les thèmes de la réflexion, du renoncement et du pardon.

## Texte
Évangile selon Luc chapitre 14, versets 26 à 33 :

« Si quelqu'un vient à moi, et s'il ne hait pas son père, sa mère, sa femme, ses enfants, ses frères, et ses sœurs, et même à sa propre vie, il ne peut être mon disciple. Et quiconque ne porte pas sa croix, et ne me suit pas, ne peut être mon disciple. Car, lequel de vous, s'il veut bâtir une tour, ne s'assied d'abord pour calculer la dépense et voir s'il a de quoi la terminer, de peur qu'après avoir posé les fondements, il ne puisse l'achever, et que tous ceux qui le verront ne se mettent à le railler, en disant : Cet homme a commencé à bâtir, et il n'a pu achever ? Ou quel roi, s'il va faire la guerre à un autre roi, ne s'assied d'abord pour examiner s'il peut, avec dix mille hommes, marcher à la rencontre de celui qui vient l'attaquer avec vingt mille ? S'il ne le peut, tandis que cet autre roi est encore loin, il lui envoie une ambassade pour demander la paix. Ainsi donc, quiconque d'entre vous ne renonce pas à tout ce qu'il possède ne peut être mon disciple. »

— Traduction d'après la Bible Louis Segond.

## Interprétation
Le docteur de l'Église catholique Grégoire le Grand consacre son homélie 37 à ce passage de la Bible. Il a nommé son discours « Les conditions pour être disciple ». « Si notre âme prend en considération la nature et l'abondance de ce qui lui est promis dans les cieux, elle fera bon marché de tout ce qu'elle possède en cette terre » dit Grégoire le Grand. « Mais on ne peut parvenir à ces grandes récompenses que par de grandes et laborieuses épreuves ... Nous devons faire précéder toutes nos actions d'un effort de réflexion .. Lavez donc par vos larmes les taches de vos pêchés; effacez-les par les aumônes; expiez-les par le saint sacrifice ». Grégoire conclut en disant qu'il faut mettre son espoir dans le Rédempteur et non pas dans les biens matériels.
Le dominicain Jean Tauler précise quant à porter sa croix et à renoncer : « Il est donc juste que nous pratiquions le plein renoncement pour acquérir le pur bien qui est Dieu, et qu'ainsi nous suivions notre Chef ». Pour lui il faut savoir tout perdre pour Dieu et en plus souffrir.